# George Backer

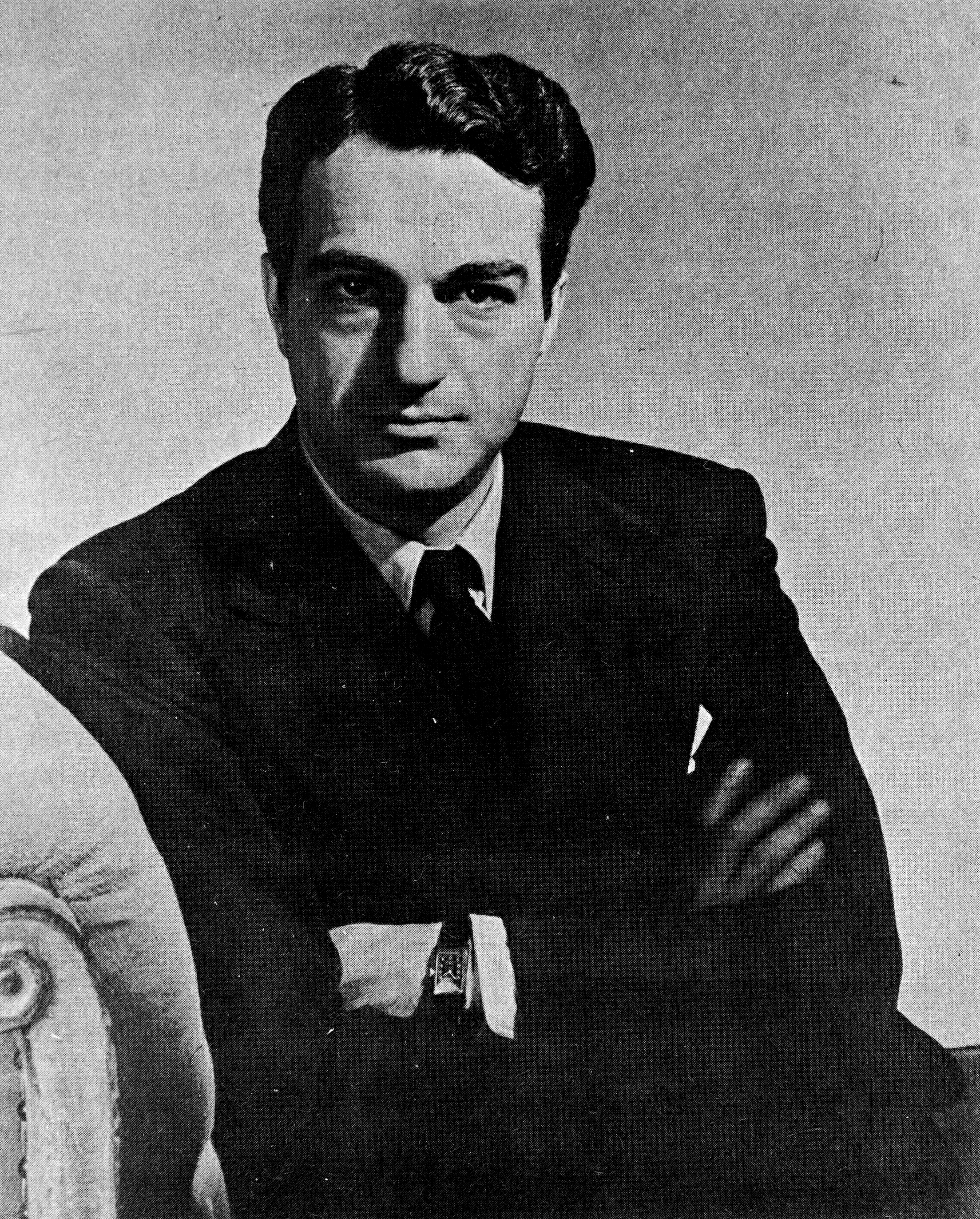
George Backer, etwa 1937

George Backer Jr. (* 18. Januar 1902; † 1. Mai 1974) war ein jüdisch-amerikanischer Dramatiker, Romanautor, Journalist und Politiker. Von 1939 bis 1942 gab er die New York Post heraus und war von 1938 bis 1939 als Vertreter Manhattans im New Yorker Stadtrat tätig. Von 1932 bis 1943 war er mit Dorothy Schiff verheiratet, mit der er gemeinsam Eigentümerin der Post war.

## Leben

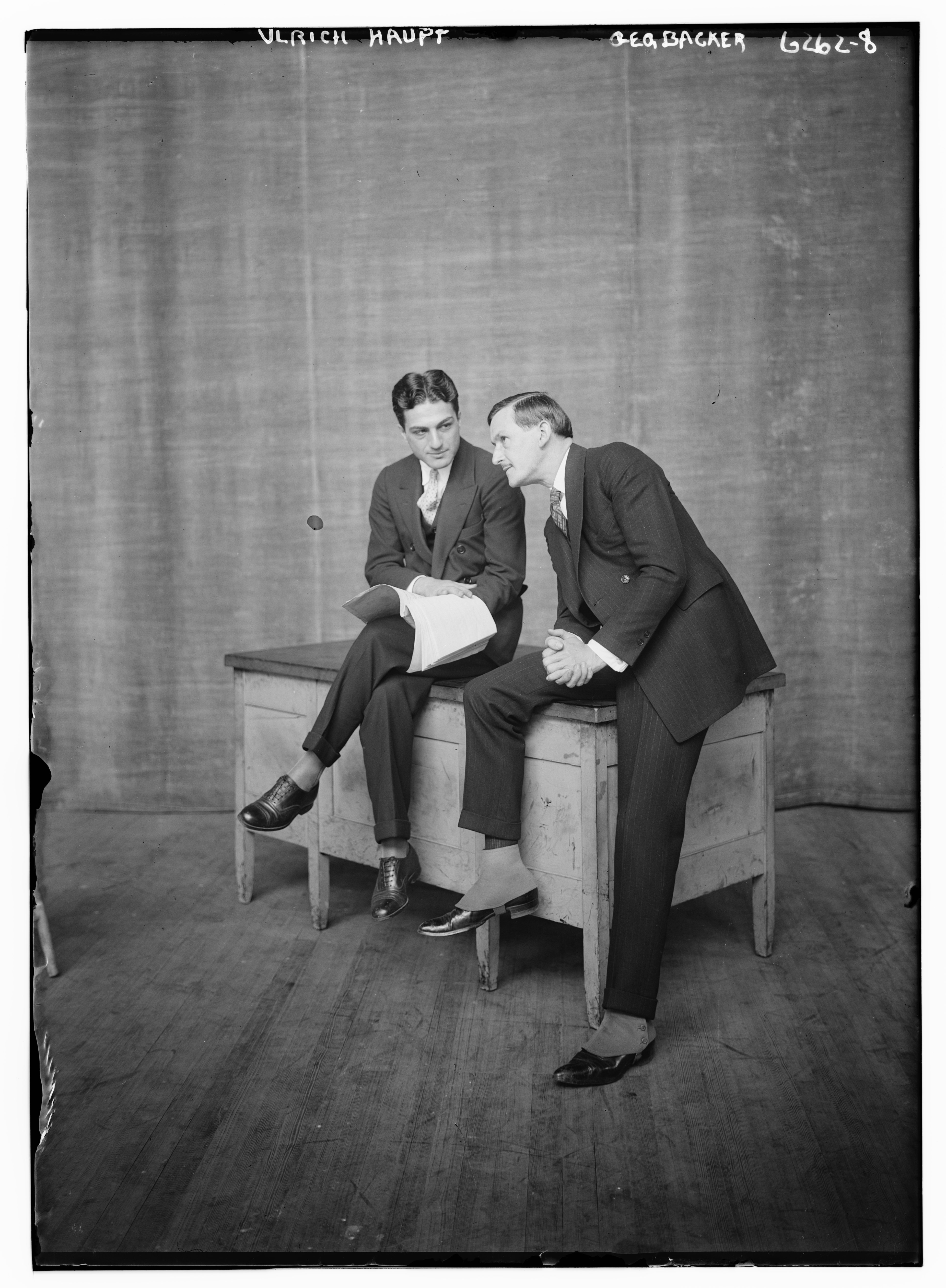
Backer (links) mit dem Schauspieler Ullrich Haupt im Jahr 1924. Die beiden arbeiteten zusammen an The Great Music Company.

Als Sohn eines russischen Emigranten, der ein wohlhabender Bauunternehmer in Manhattan wurde, versuchte sich Backer in mehreren Berufen, bevor er Bühnenautor wurde und mehrere Broadway -Stücke produzierte. Obwohl er die meiste Zeit seines Lebens Demokrat war, trat er kurz nach ihrer Gründung der American Labor Party bei und war 1937 und 1938 ihr Kandidat für den 17. Kongresswahlbezirk von New York. Nach dem Tod des Stadtrats Baruch Charney Vladeck wurde Backer von der ALP zu dessen Nachfolger ernannt. Er wurde am 6. Dezember 1938 vereidigt und amtierte bis Ende 1939. Er kandidierte nicht für eine Wiederwahl.
In den 1930er Jahren unterstützte Backer Franklin D. Roosevelt in dessen Wahlkämpfen und reiste mehrmals nach Europa, um Juden bei der Flucht aus Nazi-Deutschland zu helfen. Während des Zweiten Weltkriegs diente er als Propagandadirektor für das Office of War Information. Neben seiner Arbeit bei der Post war er von 1938 bis 1950 Präsident der American ORT Federation (ebenfalls als Nachfolger von Vladeck) und von 1935 bis 1950 Präsident der Jewish Telegraphic Agency.
Backer war von 1932 bis 1943 mit Dorothy Schiff und von 1946 bis 1971 mit Evelyn Weil, Enkelin von Isidor Straus, verheiratet.
Backer starb am 1. Mai 1974 im Columbia Presbyterian Medical Center in Manhattan.